# Murong Huang
Murong Huang, imię publiczne: Yuanzhen, chiń. 元真 (ur. 297, zm. 348) – król (wang) Wcześniejszego Yan, panujący od 337 aż do śmierci.
Był trzecim synem Murong Hui (zm. 333) i najstarszym urodzonym mu przez jego żonę, księżniczkę z plemienia Duan. Jako dziecko odebrał solidne chińskie wykształcenie. Gdy w 333 objął władzę po śmierci swojego ojca przyjął po nim tytuł diuka (公, gong) Liaotung. Niedługo potem musiał zmierzyć się z buntem swoich braci, Murong Hana, Murong Rena i Murong Zhao. Po odkryciu spisku Zhao został zmuszony do samobójstwa jeszcze w 333, ale Ren pokonał armię Huanga i ustanowił konkurencyjny reżim w Pingguo (dzis. Yingkou), podczas gdy Murong Han uciekł do Yuwen. Zimą 336 Huang dokonał ryzykownej przeprawy przez zamarzniętą Zatokę Pohaj i pokonał siły zaskoczonego Rena, który zginął.
W 337 Murong Huang obwołał się królem (wang) Yan i ten moment tradycyjnie jest uważany za początek istnienia odrębnego Wcześniejszego Yan (cesarz Cheng (325 - 342) z dynastii Jin w 341 uznał nowy tytuł Huanga). Na początku 338 nowy król wysłał poselstwo do Shi Hu (335-349) z Późniejszego Zhao i uznając jego zwierzchność zaproponował wspólną wyprawę przeciwko Duan. Jeszcze w tym samym roku Huang zaatakował Duan i pokonał ich wodza Duan Liao, jednak wycofał się ze zdobyczą, nie współdziałając z później przybyła armią Shi Hu. Wojska tego ostatniego osiągnęły jednak powodzenie większe, niż można było przewidywać, ponieważ osłabione wcześniejszymi walkami siły Duan stawiały słaby opór i w rezultacie ich terytorium zostało przyłączone do Późniejszego Zhao. Zdawszy sobie sprawę, że wcześniejsze uznanie jego zwierzchnictwa przez Huanga było tylko podstępem, Shi Hu zaatakował teraz terytorium Murong, został jednak odparty ze znacznymi stratami, w dużej mierze dzięki wojskowym zdolnościom syna Huanga, Murong Ke. W 369 Huang zawarł tajny sojusz z przebywającym na wygnaniu Duan Liao i dzięki jego pomocy pokonał kolejną armię Późniejszego Zhao urządzając na nią zasadzkę. Od tej pory Duan Liao żył na dworze Murong jako honorowy gość, chcąc odzyskać swoje terytoria zaczął jednak spiskować z Shi Hu. Gdy wieść o tym dotarła do Huanga skazał on Duan Liao na śmierć.
W 342 Murong Huang przeniósł swoją siedzibę do nowo wybudowanej stolicy Longcheng (dzis. Chaoyang). Jeszcze w tym samym roku uderzył na Goguryeo i sprowadził je do roli państwa wasalnego, plądrując jego stolicę oraz uprowadzając 50 tys. jego ludzi, włącznie z matką króla Gogugwona (331-371) i ciałem jego ojca wykopanym z grobu. Ważną rolę w tej wyprawie odegrał Murong Han, który uciekł z dworu Yuwen i pogodził się z bratem. W 344 Huang pokonał Yuwen i przyłączył ich terytorium do swojego państwa. Jednocześnie Yuwen zostali zaabsorbowani przez Murong - "ponad pięć tysięcy obozów (落, luo) Yuwen miało zostać przeniesionych do twierdzy Murong, ostatni wódz Yuwen uciekł do Goguryeo, i ich niezależne istnienie ostatecznie dobiegło końca". Po tych wydarzeniach państwo Murong stało się bytem wieloetnicznym i jeden z chińskich urzędników miał ostrzegać Murong Huana iż "ludzie Goguryeo, Baekje, tak samo jak plemiona Yuwen i Duan, wszyscy zostali [tutaj] przesiedleni pod przymusem. Nie przybyli dlatego bo podziwiali sprawiedliwość jak w Chinach". Zróżnicowanie etniczne Wcześniejszego Yan znajduje odzwierciedlenie w różnorodnych formach pochówku i wzajemnych zapożyczeniach, takich jak ornamentacja nakryć głowy w stylu buyao.
W 345 Murong Huang zaprzestał uznawania er ustanowionych przez dynastię Jin, w zamian datując lata podług własnego panowania. Był to krok w stronę niezależności, niemniej Huang nie ustanowił własnej ery. W tym samym roku wysłał swojego syna Murong Ke z kolejną wyprawą przeciwko Goguryeo. Jesienią 346, podejrzewając go o spisek, nakazał Murong Hanowi popełnić samobójstwo. Murong Huang ustanowił szkołę w stylu chińskim dla dzieci swoich urzędników i miał osobiście nadzorować egzaminy. Zmarł w 348 i jego następcą został jego syn, Murong Jun. Kiedy w 352 Murong Jun ogłosił się cesarzem pośmiertnie nadał swojemu ojcu tytuł cesarza Wenming (文明) i imię światynne Taizu (太祖).